# Santo Amaro (Sousel)
Santo Amaro is een plaats (freguesia) in de Portugese gemeente Sousel en telt 706 inwoners (2001).